# Гандбол на літніх Олімпійських іграх 2012 — кваліфікація
У змаганнях з гандболу на літніх Олімпійських іграх 2012 року взяли участь 12 чоловічих і 12 жіночих команд.
На Ігри кваліфікувалися приймаюча країна, діючий чемпіон світу та діючі чемпіони Азії, Африки, Європи та переможець Панамериканських ігор. Завершальним етапом відбору стали три кваліфікаційних турніру, у яких брали участь шість найкращих команд чемпіонату світу-2011 (ті, які ще не мали олімпійських путівок), по два представника від Європи та Америки, визначені за результатами чемпіонату Європи-2012 та Панамериканських ігор-2011, і по одному представнику інших континентів — віце-чемпіон Африки та команда, що посіла друге місце на азійському відбірному турнірі.

## Чоловіки

### Кваліфіковані команди
| Турнір                     | Дата                         | Місце проведення | Місця | Команди           |
| -------------------------- | ---------------------------- | ---------------- | ----- | ----------------- |
| Приймаюча країна           | —                            | —                | 1     | Велика Британія   |
| Чемпіонат світу 2011       | 13 — 30 січня 2011           | Швеція           | 1     | Франція           |
| Відбірковий турнір Азії    | 23 жовтня — 3 листопада 2011 | Сеул             | 1     | Південна Корея    |
| Панамериканські ігри 2011  | 15 — 24 жовтня               | Гвадалахара      | 1     | Аргентина         |
| Чемпіонат Африки           | 10 — 21 січня 2012           | Рабат/Салі       | 1     | Туніс             |
| Чемпіонат Європи 2012      | 17 — 29 січня 2012           | Сербія           | 1     | Данія             |
| 1-й кваліфікаційний турнір | 6 — 8 квітня 2012            | Аліканте         | 2     | Іспанія Сербія    |
| 2-й кваліфікаційний турнір | 6 — 8 квітня 2012            | Гетеборг         | 2     | Швеція Угорщина   |
| 3-й кваліфікаційний турнір | 6 — 8 квітня 2012            | Вараждин         | 2     | Хорватія Ісландія |
| Всього                     |                              |                  | 12    |                   |

### Кваліфікаційні турніри
На кваліфікаційні турніри за результатами чемпіонату світу 2011 відібралися:
| Спосіб відбору                                                          | Країни                                           |
| ----------------------------------------------------------------------- | ------------------------------------------------ |
| Шість команд за підсумками чемпіонату світу                             | Іспанія Швеція Ісландія Хорватія Польща Угорщина |
| за дві команди за підсумками чемпіонату Європи та Панамериканських ігор | Сербія Північна Македонія Бразилія Чилі          |
| 2-е місце на кваліфікаційному турнірі Азії та віце-чемпіон Африки       | Японія Алжир                                     |

Зазначені напівжирним шрифтом команди брали ці турніри.

#### 1-й кваліфікаційний турнір
| Місце | Команда | В | Н | П | ГЗ | ДП | +/- | Очки |
| ----- | ------- | - | - | - | -- | -- | --- | ---- |
| 1     | Іспанія | 3 | 0 | 0 | 91 | 69 | +22 | 6    |
| 2     | Сербія  | 1 | 1 | 1 | 78 | 73 | +5  | 3    |
| 3     | Польща  | 1 | 1 | 1 | 75 | 85 | -10 | 3    |
| 4     | Алжир   | 0 | 0 | 3 | 65 | 82 | -17 | 0    |

| 6 квітня | Звіт | Польща                            | 28:27 (11:13) | Алжир               | Centro de Tecnificación, Аліканте Глядачів: 2000 |
| 6 квітня | Звіт | Бартош Юрецкій, Міхал Юрецкій — 6 | Голи          | Мессауд Беркоус — 8 | Centro de Tecnificación, Аліканте Глядачів: 2000 |

| 6 квітня | Звіт | Іспанія ]        | 30:27 (11:10) | Сербія         | Centro de Tecnificación, Аліканте Глядачів: 2500 |
| 6 квітня | Звіт | Віктор Томас — 5 | Голи          | Момір Іліч — 9 | Centro de Tecnificación, Аліканте Глядачів: 2500 |

| 7 квітня | Звіт | Сербія            | 25:25 (14:15) | Польща       | Centro de Tecnificación, Аліканте Глядачів: 1000 |
| 7 квітня | Звіт | Іван Нікшевич — 6 | Голи          | 3 гравця — 4 | Centro de Tecnificación, Аліканте Глядачів: 1000 |

| 7 квітня | Звіт | Алжир               | 20:28 (9:14) | Іспанія           | Centro de Tecnificación, Аліканте Глядачів: 1750 |
| 7 квітня | Звіт | Мохамед Мокрані — 8 | Голи         | Хоан Канельяс — 6 | Centro de Tecnificación, Аліканте Глядачів: 1750 |

| 8 квітня | Звіт | Сербія         | 26:18 (15:10) | Алжир         | Centro de Tecnificación, Аліканте Глядачів: 1000 |
| 8 квітня | Звіт | Марко Вуїн — 6 | Голи          | Омар Бена — 5 | Centro de Tecnificación, Аліканте Глядачів: 1000 |

| 8 квітня | Звіт | Іспанія ]            | 33:22 (18:9) | Польща                                                 | Centro de Tecnificación, Аліканте Глядачів: 1500 |
| 8 квітня | Звіт | Рауль Ентрерріос — 6 | Голи         | Кшиштоф Ліевський, Бартош Юрецкій, Бартоломей Яшка — 4 | Centro de Tecnificación, Аліканте Глядачів: 1500 |

#### 2-й кваліфікаційний турнір
| Місце | Команда            | В | Н | П | ГЗ | ДП | +/- | Очки |
| ----- | ------------------ | - | - | - | -- | -- | --- | ---- |
| 1     | Швеція             | 3 | 0 | 0 | 78 | 67 | +11 | 6    |
| 2     | Угорщина           | 2 | 0 | 1 | 81 | 79 | +2  | 4    |
| 3     | Бразилія           | 1 | 0 | 2 | 75 | 81 | -6  | 2    |
| 4     | Північна Македонія | 0 | 0 | 3 | 76 | 83 | -7  | 0    |

| 6 квітня | Звіт | Угорщина                      | 28:26 (15:13) | Північна Македонія | Scandinavium, Гетеборг Глядачів: 5004 |
| 6 квітня | Звіт | Карлос Перес, Габор Часар — 6 | Голи          | Кирил Лазарєв — 7  | Scandinavium, Гетеборг Глядачів: 5004 |

| 6 квітня | Звіт | Швеція             | 25:20 (12:10) | Бразилія           | Scandinavium, Гетеборг Глядачів: 7124 |
| 6 квітня | Звіт | Йонас Лархольм — 5 | Голи          | Феліпе Рібейро — 5 | Scandinavium, Гетеборг Глядачів: 7124 |

| 7 квітня | Звіт | {{{Команда1}}}      | 27:29 (15:16) | Угорщина                         | Scandinavium, Гетеборг Глядачів: 3976 |
| 7 квітня | Звіт | Фернандо Пачеко — 7 | Голи          | Гергієв Іванчик, Габор Часар — 6 | Scandinavium, Гетеборг Глядачів: 3976 |

| 7 квітня | Звіт | Північна Македонія                     | 23:27 (12:14) | Швеція            | Scandinavium, Гетеборг Глядачів: 8333 |
| 7 квітня | Звіт | Кирил Лазарєв, Філіп Міркуловський — 5 | Голи          | Кім Андерссон — 8 | Scandinavium, Гетеборг Глядачів: 8333 |

| 8 квітня | Звіт | Бразилія      | 28:27 (15:13) | Північна Македонія | Scandinavium, Гетеборг Глядачів: 4235 |
| 8 квітня | Звіт | Жив Пірес — 7 | Голи          | Кирил Лазарєв — 6  | Scandinavium, Гетеборг Глядачів: 4235 |

| 8 квітня | Звіт | Швеція                | 26:23 (11:12) | Угорщина           | Scandinavium, Гетеборг Глядачів: 7289 |
| 8 квітня | Звіт | Фредрік Петерссен — 6 | Голи          | Гергей Харшані — 8 | Scandinavium, Гетеборг Глядачів: 7289 |

#### 3-й кваліфікаційний турнір
| Місце | Команда  | В | Н | П | ГЗ  | ДП  | +/- | Очки |
| ----- | -------- | - | - | - | --- | --- | --- | ---- |
| 1     | Хорватія | 3 | 0 | 0 | 102 | 65  | +37 | 6    |
| 2     | Ісландія | 2 | 0 | 1 | 94  | 78  | +16 | 4    |
| 3     | Японія   | 1 | 0 | 2 | 85  | 103 | -18 | 2    |
| 4     | Чилі     | 0 | 0 | 3 | 58  | 93  | -35 | 0    |

| 6 квітня | Звіт | Хорватія       | 36:22 (16:14) | Японія               | Varaždin Arena, Вараждин Глядачів: 2500 |
| 6 квітня | Звіт | Іван Чупич — 7 | Голи          | Дайсуке Міядзакі — 4 | Varaždin Arena, Вараждин Глядачів: 2500 |

| 6 квітня | Звіт | Ісландія                     | 25:17 (12:7) | Чилі          | Varaždin Arena, Вараждин Глядачів: 750 |
| 6 квітня | Звіт | Гудьон Валур Сігурдссон — 10 | Голи         | 7 гравців — 2 | Varaždin Arena, Вараждин Глядачів: 750 |

| 7 квітня | Звіт | Чилі         | 15:35 (9:17) | Хорватія                           | Varaždin Arena, Вараждин Глядачів: 2300 |
| 7 квітня | Звіт | 4 гравця — 2 | Голи         | Златко Хорват, Хрвоє Батіновіч — 6 | Varaždin Arena, Вараждин Глядачів: 2300 |

| 7 квітня | Звіт | Японія | 30:41 (11:20) | Ісландія             | Varaždin Arena, Вараждин Глядачів: 700 |
| 7 квітня | Звіт |        | Голи          | Роберт Гуннарсон — 9 | Varaždin Arena, Вараждин Глядачів: 700 |

| 8 квітня | Звіт | Японія                               | 33:26 (14:9) | Чилі               | Varaždin Arena, Вараждин Глядачів: 500 |
| 8 квітня | Звіт | Макото Суемацу, Дайсуке Міядзакі — 5 | Голи         | Еміль Фойхтман — 9 | Varaždin Arena, Вараждин Глядачів: 500 |

| 8 квітня | Звіт | Хорватія       | 31:28 (18:15) | Ісландія                    | Varaždin Arena, Вараждин Глядачів: 4500 |
| 8 квітня | Звіт | Іван Чупич — 9 | Голи          | Гудьон Валур Сігурдссон — 8 | Varaždin Arena, Вараждин Глядачів: 4500 |

## Жінки

### Кваліфіковані команди
| Турнір                     | Дата                | Місце проведення | Місця | Команди            |
| -------------------------- | ------------------- | ---------------- | ----- | ------------------ |
| Приймаюча країна           | —                   | —                | 1     | Велика Британія    |
| Чемпіонат світу 2011       | 3 — 18 грудня 2011  | Бразилія         | 1     | Норвегія           |
| Відбірковий турнір Азії    | 12 — 20 жовтня 2011 | Китай            | 1     | Південна Корея     |
| Панамериканські ігри 2011  | 15 — 24 жовтня      | Гвадалахара      | 1     | Бразилія           |
| Чемпіонат Африки 2012      | 10 — 21 січня 2012  | Рабат/Салі       | 1     | Ангола             |
| Чемпіонат Європи 2010      | 7 — 19 грудня 2010  | Данія            | 1     | Швеція             |
| 1-й кваліфікаційний турнір | 25 — 27 травня 2012 | Ліон             | 2     | Чорногорія Франція |
| 2-й кваліфікаційний турнір | 25 — 27 травня 2012 | Гвадалахара      | 2     | Іспанія Хорватія   |
| 3-й кваліфікаційний турнір | 25 — 27 травня 2012 | Ольборг          | 2     | Росія Данія        |
| Всього                     |                     |                  | 12    |                    |

### Кваліфікаційні турніри
На кваліфікаційні турніри за результатами чемпіонату світу 2011 відібрали:
| Спосіб відбору                                                          | Країни                                                |
| ----------------------------------------------------------------------- | ----------------------------------------------------- |
| Шість команд за підсумками чемпіонату світу                             | Франція Іспанія Данія Росія Хорватія Чорногорія       |
| за дві команди за підсумками чемпіонату Європи та Панамериканських ігор | Румунія Нідерланди Аргентина Домініканська Республіка |
| 2-е місце на кваліфікаційному турнірі Азії та віце-чемпіон Африки       | Японія Туніс                                          |

Зазначені напівжирним шрифтом команди брали ці турніри.

#### 1-й кваліфікаційний турнір
| Місце | Команда    | В | Н | П | ГЗ | ДП | +/- | Очки |
| ----- | ---------- | - | - | - | -- | -- | --- | ---- |
| 1     | Чорногорія | 3 | 0 | 0 | 86 | 67 | +19 | 6    |
| 2     | Франція    | 2 | 0 | 1 | 74 | 58 | +16 | 4    |
| 3     | Румунія    | 1 | 0 | 2 | 70 | 84 | -14 | 2    |
| 4     | Японія     | 0 | 0 | 3 | 67 | 88 | -21 | 0    |

| 25 травня | Звіт | Чорногорія             | 30:24 (14:13) | Японія        | Palais des Sports de Gerland, Ліон Глядачів: 1500 |
| 25 травня | Звіт | Катаріна Булатович — 8 | Голи          | Сіо Фудзі — 8 | Palais des Sports de Gerland, Ліон Глядачів: 1500 |

| 25 травня | Звіт | [[Файл:Помилка виразу: незрозуміле слово «r»\|20x13px\|Франція]] Франція | 24:19 (12:9) | Румунія         | Palais des Sports de Gerland, Ліон Глядачів: 3500 |
| 25 травня | Звіт | Олександра Лакрабер — 4                                                  | Голи         | Адіна Ф'єра — 6 | Palais des Sports de Gerland, Ліон Глядачів: 3500 |

| 26 травня | Звіт | [[Файл:Помилка виразу: незрозуміле слово «r»\|20x13px\|Румунія]] Румунія | 23:34 (13:17) | Чорногорія             | Palais des Sports de Gerland, Ліон Глядачів: 3200 |
| 26 травня | Звіт | Адріана Некіта, Валентина Ардян — 6                                      | Голи          | Катаріна Булатович — 7 | Palais des Sports de Gerland, Ліон Глядачів: 3200 |

| 26 травня | Звіт | Японія             | 17:30 (7:13) | Франція         | Palais des Sports de Gerland, Ліон Глядачів: 4200 |
| 26 травня | Звіт | Сіора Каміматі — 5 | Голи         | Поль Бадуен — 7 | Palais des Sports de Gerland, Ліон Глядачів: 4200 |

| 27 травня | Звіт | [[Файл:Помилка виразу: незрозуміле слово «r»\|20x13px\|Румунія]] Румунія | 28:26 (18:10) | Японія        | Palais des Sports de Gerland, Ліон Глядачів: 2800 |
| 27 травня | Звіт | Міхаела Ані-Сеночіко — 4                                                 | Голи          | Сіо Фудзі — 7 | Palais des Sports de Gerland, Ліон Глядачів: 2800 |

| 27 травня | Звіт | [[Файл:Помилка виразу: незрозуміле слово «r»\|20x13px\|Франція]] Франція | 20:22 (9:9) | Чорногорія          | Palais des Sports de Gerland, Ліон Глядачів: 4300 |
| 27 травня | Звіт | Поль Бадуен — 4                                                          | Голи        | Мілена Кнежевич — 7 | Palais des Sports de Gerland, Ліон Глядачів: 4300 |

#### 2-й кваліфікаційний турнір
| Місце | Команда    | В | Н | П | ГЗ | ДП | +/- | Очки |
| ----- | ---------- | - | - | - | -- | -- | --- | ---- |
| 1     | Іспанія    | 2 | 0 | 1 | 81 | 62 | +19 | 4    |
| 2     | Хорватія   | 2 | 0 | 1 | 82 | 72 | +10 | 4    |
| 3     | Нідерланди | 2 | 0 | 1 | 83 | 77 | +6  | 4    |
| 4     | Аргентина  | 0 | 0 | 3 | 57 | 91 | -34 | 0    |

| 25 травня | Звіт | Хорватія          | 28:29 (12:14) | Нідерланди       | Palacio Multiusos, Гвадалахара Глядачів: 800 |
| 25 травня | Звіт | травня Зебіч — 11 | Голи          | Лоїс Аббінг — 10 | Palacio Multiusos, Гвадалахара Глядачів: 800 |

| 25 травня | Звіт | [[Файл:Помилка виразу: незрозуміле слово «r»\|20x13px\|Іспанія]] Іспанія ] | 31:15 (15:9) | Аргентина                               | Palacio Multiusos, Гвадалахара Глядачів: 2500 |
| 25 травня | Звіт | Березень Манзі — 6                                                         | Голи         | Магдалена Десіліо, Лусіана Сальвадо — 4 | Palacio Multiusos, Гвадалахара Глядачів: 2500 |

| 26 травня | Звіт | Аргентина           | 21:31 (10:18) | Хорватія                                  | Palacio Multiusos, Гвадалахара Глядачів: 500 |
| 26 травня | Звіт | Лусіана Мендоса — 7 | Голи          | Діана Йоветіч, Нікіца Пушіч-Королевич — 5 | Palacio Multiusos, Гвадалахара Глядачів: 500 |

| 26 травня | Звіт | Нідерланди                            | 24:28 (13:14) | Іспанія            | Palacio Multiusos, Гвадалахара Глядачів: 2400 |
| 26 травня | Звіт | Лаура ван дер Хейден, Лоїс Аббінг — 5 | Голи          | Нелі Альберто — 11 | Palacio Multiusos, Гвадалахара Глядачів: 2400 |

| 27 травня | Звіт | Аргентина             | 21:30 (9:15) | Нідерланди      | Palacio Multiusos, Гвадалахара Глядачів: 475 |
| 27 травня | Звіт | Магдалена Десіліо — 5 | Голи         | Іветта Брох — 6 | Palacio Multiusos, Гвадалахара Глядачів: 475 |

| 27 травня | Звіт | [[Файл:Помилка виразу: незрозуміле слово «r»\|20x13px\|Іспанія]] Іспанія ] | 22:23 (10:12) | Хорватія         | Palacio Multiusos, Гвадалахара Глядачів: 3000 |
| 27 травня | Звіт | Кармен Мартін — 9                                                          | Голи          | травня Зебіч — 8 | Palacio Multiusos, Гвадалахара Глядачів: 3000 |

#### 3-й кваліфікаційний турнір
| Місце | Команда                  | В | Н | П | ГЗ  | ДП  | +/- | Очки |
| ----- | ------------------------ | - | - | - | --- | --- | --- | ---- |
| 1     | Росія                    | 3 | 0 | 0 | 101 | 57  | +44 | 6    |
| 2     | Данія                    | 2 | 0 | 1 | 86  | 72  | +14 | 4    |
| 3     | Туніс                    | 1 | 0 | 2 | 73  | 81  | -8  | 2    |
| 4     | Домініканська Республіка | 0 | 0 | 3 | 58  | 108 | -50 | 0    |

| 25 травня | Звіт | [[Файл:Помилка виразу: незрозуміле слово «r»\|20x13px\|Росія]] Росія | 41:17 (20:10) | Домініканська Республіка | Gigantium, Ольборг Глядачів: 400 |
| 25 травня | Звіт | Наталя Шипілова, Тетяна Хмирова, Ольга Черноіваненко — 5             | Голи          | Маріела Андіно — 8       | Gigantium, Ольборг Глядачів: 400 |

| 25 травня | Звіт | Данія                 | 28:24 (12:13) | Туніс                      | Gigantium, Ольборг Глядачів: 2500 |
| 25 травня | Звіт | Анн Грете Норгор — 11 | Голи          | Раджа Тумі, Муна Шеббі — 7 | Gigantium, Ольборг Глядачів: 2500 |

| 26 травня | Звіт | Туніс            | 20:33 (8:17) | Росія                                     | Gigantium, Ольборг Глядачів: 300 |
| 26 травня | Звіт | Раджан Тумі — 12 | Голи         | Ольга Черноіваненко, Людмила Постнова — 5 | Gigantium, Ольборг Глядачів: 300 |

| 26 травня | Звіт | Домініканська Республіка      | 21:38 (13:20) | Данія                            | Gigantium, Ольборг Глядачів: 880 |
| 26 травня | Звіт | Маріела Андіно, Ірина Поп — 6 | Голи          | Мі Аугустенсен, Каміла Далбі — 6 | Gigantium, Ольборг Глядачів: 880 |

| 27 травня | Звіт | Туніс           | 29:20 (17:8) | Домініканська Республіка | Gigantium, Ольборг Глядачів: 1200 |
| 27 травня | Звіт | Раджа Тумі — 10 | Голи         | Маріела Андіно — 6       | Gigantium, Ольборг Глядачів: 1200 |

| 27 травня | Звіт | Данія                | 20:27 (9:9) | Росія                                                 | Gigantium, Ольборг Глядачів: 3000 |
| 27 травня | Звіт | Анн Грете Норгор — 6 | Голи        | Ірина Блізнова, Емілія Турей, Ольга Черноіваненко — 4 | Gigantium, Ольборг Глядачів: 3000 |